# フェルディナンド・サミュエル・ラウアー

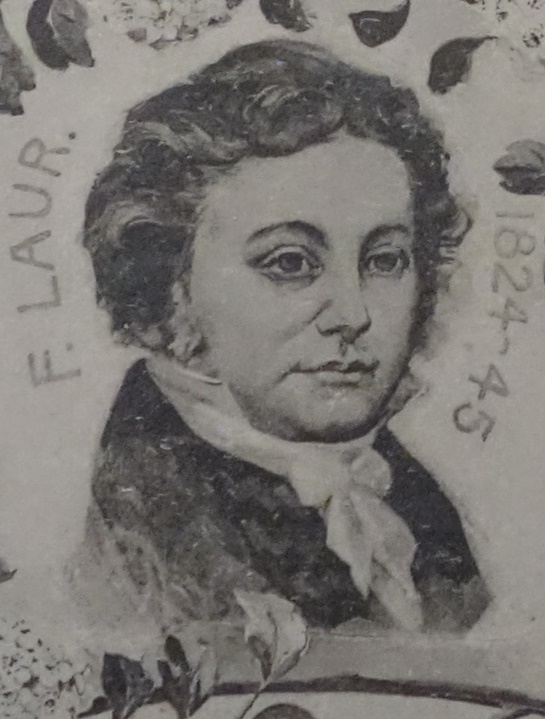
肖像画

フェルディナンド・サミュエル・ラウアー（ドイツ語: Ferdinand Samuel Laur、1791年2月22日 - 1854年7月2日）は、スイスの音楽教員、作曲家、指揮者。1824年にバーゼル・コーラル・ソサエティを設立したほか、レソト国歌『レソト、父なる地』を作曲した。

## 活動
1820年に、現在レソトの国歌として採用されている讃美歌『Freiheit』を作曲し、1824年にはバーゼル・コーラル・ソサエティを設立し、1830年から1840年にかけて、教会や教育機関、合唱団に向けた讃美歌集『Vierstimmige Chorgesänge und Chorlieder ohne Begleitung für Sopran, Alt, Tenor and Bass』を出版した。

## 死去
スイスのクロイツリンエン近郊のエーゲルシュホーフェンで亡くなった。